# 法定相続情報証明制度
法定相続情報証明制度（ほうていそうぞくじょうほうしょうめいせいど）は、登記官が相続関係を証明する日本の制度。相続手続きの負担軽減と不動産相続登記の促進を目的に、2017年5月29日から運用されている。

## 概要
相続手続きを進めるにあたっては、被相続人の出生から死亡までの戸籍謄本と除籍謄本を集めることが必要である。戸籍謄本類一式は預金の払い戻しや不動産の名義変更に際し各機関から提出を求められ、一般に手続き完了後に返却されるが、返却まで他の相続手続きに利用することができない。また、戸籍謄本類を返却しない方針の金融機関もあり、その後他の相続手続きをするには再び手間と費用をかけて戸籍謄本類を集めなければならない。
法定相続情報証明制度を用いれば、このような不便を解消することができる。相続人が被相続人との関係を簡潔にまとめた法定相続情報一覧図を法務局に提出すると、登記官が内容を確認後、認証文をつけた写しを交付する。以後の相続手続きにおいては、戸籍謄本類一式の代わりに法定相続情報一覧図の写しを各機関に提出すればよい。被相続人の預貯金が複数の金融機関に分散していても戸籍謄本類を返却しない金融機関にあっても、無料で法定相続情報一覧図の写しを必要なだけ交付してもらえるので、同時並行で相続手続きを進めることができる。

## 利用条件
本制度を利用するには、被相続人と相続人全員が戸籍を有していることが必要である。よって、相続人の1人でも日本国籍を有しない場合は利用することができない。
被相続人については死亡時に日本国籍を有していたとしても、帰化等により出生時まで戸籍が遡れない場合は利用することができない。

## 法定相続情報一覧図
被相続人と相続人の関係を一覧にした図である。一般には親子関係や婚姻関係を線でつないだ家系図で表されるが、列挙形式でもよい。相続に必要な情報のみが記載され、一般にはA4用紙1枚で足りる。
Aが死亡し相続が開始されたとする。Aは妻Bとの間に長男Cと二男Dを儲けたが、CがAより前に死亡していた場合、CはAの相続に無関係なので一覧図に掲載されない。ただし、Cが子E（Aにとって孫）を遺していたとすれば、Eは代襲相続により本件相続に関係するため一覧図に掲載されなければならない。この場合でもCは氏名を省かれ、AとEを系図上繋ぐ「被代襲者」という表記と死亡日が書かれるのみである。また、AにBとの結婚の前に離婚した前妻がいたとしても、やはり相続に無関係なので一覧図に掲載されない。
このように本制度はプライバシー保護の観点から、金融機関等に対して必要以上の個人情報を開示することを避けたい場合にも便利と言える。
また、金融機関等にとっても相続人を迅速かつ正確に確認できるというメリットがある。すなわち、戸籍謄本に記載された膨大な情報の中から相続に必要な僅かな情報のみを拾い出す手間を省き、簡潔明瞭な一覧図で即座に相続関係を把握できる。これにより各機関で相続手続き処理にかかる時間の短縮などが期待される。

## 利用手続
相続人である申出人が次の書類を登記所（法務局）の所定窓口に提出する。郵送でもよい。
被相続人の戸籍謄本類被相続人の出生から死亡まで連続した戸籍謄本と除籍謄本。
相続人全員の戸籍謄抄本証明日が被相続人の死亡日以後であるもの。
被相続人の住民票の除票廃棄済み等の理由により取得できないときは被相続人の戸籍の附票でよい。
申出人の身分証明書運転免許証やマイナンバーカードのコピーなど。
相続人の住民票記載事項証明書（任意）相続人の住所の記載を希望する場合のみ。
法定相続情報一覧図法務局のウェブサイトに掲載された様式を参考に作成し、A4サイズの白い紙に印刷する。
法定相続情報一覧図の保管及び交付の申出書法務局の窓口またはウェブサイトで入手できる。
代理人に申出を依頼することもできる。この場合、委任状が必要となる。代理人となることができる者は申出人の親族と次の有資格者である。
- 弁護士、司法書士、土地家屋調査士、税理士、社会保険労務士、弁理士、海事代理士、行政書士

申出内容に問題がなければ、後日、認証文を付した「法定相続情報一覧図の写し」が交付される。5年間は申出人の申請により無料で再交付が可能である。
なお、本制度は選択的であり、一度本制度を利用した後でも従来通り相続手続に戸籍謄本類を用いてもよい。

## 利用場面
次の手続きにおいて、被相続人と相続人の戸籍謄本類の代わりに用いることができる。ただし、すべての民間金融機関が本制度に対応しているわけではない。
- 不動産の名義変更
- 預貯金の払い戻し
- 有価証券の名義変更
- 自動車や船舶の名義変更
- NTT回線の名義変更[7]
- 相続税の申告と納税